# مارك براون (لاعب كرة قاعدة)

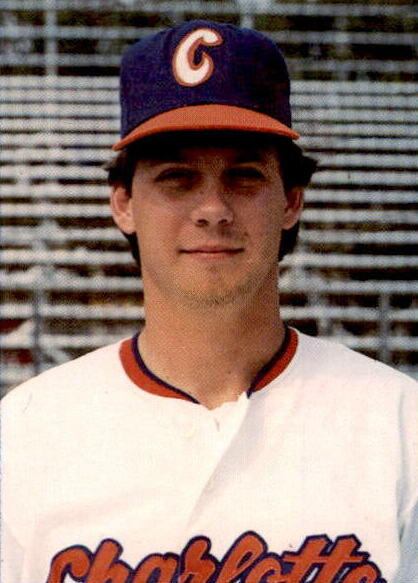
صورة لـ"مارك براون" أُنتجت بواسطة WBTV في عام 1986.

مارك براون (بالإنجليزية: Mark Brown) هو لاعب كرة قاعدة أمريكي، ولد في 13 يوليو 1959 في بولس فالس في الولايات المتحدة.

## وصلات خارجية
- مارك براون على موقعبيزبول رفرنس.كوم (الدوري الرئيسي) (الإنجليزية)
- مارك براون على موقعبيزبول رفرنس.كوم (الدوري الثانوي) (الإنجليزية)
- مارك براون على موقع مشجعي الرسوم البيانية (الإنجليزية)